# Guasila
Guasila ist eine italienische Gemeinde (comune) mit 2460 Einwohnern (Stand 31. Dezember 2023) in der Metropolitanstadt Cagliari auf Sardinien. Die Gemeinde liegt etwa 39 Kilometer nordnordwestlich von Cagliari.
Das Gebiet war in der vornuraghischen, nuragischen, punischen und römischen Zeit besiedelt, worauf verschiedene archäologische Reste verweisen.
Im Mittelalter gehörte es zum Judikat Cagliari. 1258 ging das Gebiet für kurze Zeit an das Judikat Arborea über. Der Richter Mariano II. vermachte 1295 die Gebiete des ehemaligen Judikats Cagliari der Republik Pisa. Im Jahre 1324 ging die Stadt an die Aragonesen über; 1421 wurde das Dorf zusammen mit allen Städten der Trexenta an Giacomo de Besora übergeben, der 1434 die Feudalkonzession erhielt. Im Jahr 1497 wurde die Stadt mit der Grafschaft Villasor, Lehen von Giacomo de Alagón, verbunden.
Das Brunnenheiligtum von Gutturu Caddi liegt etwa 6,0 km nördlich von Guasila.